# 落坡岭水库
39°59′21″N 115°58′42″E / 39.9891667°N 115.9783333°E
落坡岭水库是位于北京市门头沟区色树坟乡的水库。附属于下苇甸水电站。

## 沿革
1970年10月动工，于1978年6月竣工，建成落坡岭水库。水库总库存365万立方米，控制流域面积1304平方公里。有大坝、灌溉渠。大坝为混凝土重力坝，最大坝高19.5米，坝顶长221米，宽4.75米。通过2.4公里长的隧洞输水到下苇甸水电站。2006年6月30日，永定河三家店-落坡岭水库河道综合治理一期主体工程按计划基本完工。